# Nanjangud
Nanjangud (en canarés: ನಂಜನಗೂಡು ) es una ciudad de la India en el distrito de Mysore, estado de Karnataka.

## Geografía
Se encuentra a una altitud de 668 m s. n. m. a 166 km de la capital estatal, Bangalore, en la zona horaria UTC +5:30.

## Demografía
Según estimación 2011 contaba con una población de 54 060 habitantes.